# Trichocottus
Trichocottus is een monotypisch geslacht van straalvinnige vissen uit de familie van donderpadden (Cottidae). Het geslacht is voor het eerst wetenschappelijk beschreven in 1915 door Soldatov & Pavlenko.

## Soort
- Trichocottus brashnikovi Soldatov & Pavlenko, 1915